# Chironius

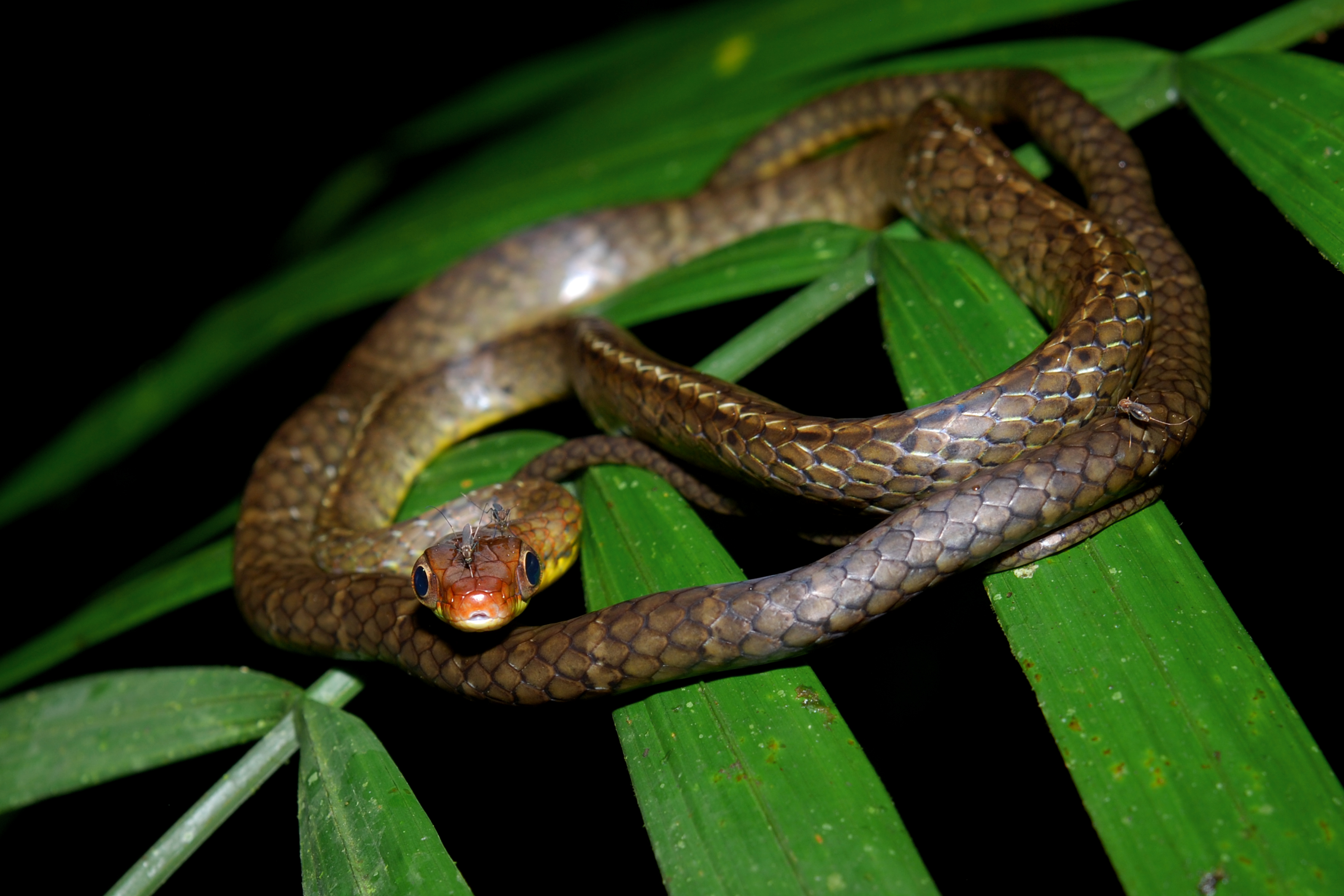
Chironius scurrulus no Parque Nacional Yasuni, no Equador

Cobra-cipó é o nome popular das serpentes do gênero Chironius. Também é conhecida pelo nome boiobi, que é de origem tupi e que significa "cobra verde", através da junção dos termos mboîa ("cobra") e oby ("verde").

## Características
A coloração da maioria das espécies do gênero é uma mistura de tons de verde, vermelho e laranja, com olhos amarelos e negros.
Essas espécies são muito agitadas e velozes. Geralmente, fogem no momento em que são avistadas. São muito ariscas e podem morder caso impeçam sua fuga. Sua coloração as ajuda a confundirem-se com o ambiente, principalmente por passarem a maior parte do tempo nas árvores e arbustos (daí o nome popular "cobra-cipó", pois elas realmente lembram cipós ao repousarem em plantas). Atingem cerca de 1,20 metros, sendo serpentes muito finas e relativamente compridas. Alimentam-se de lagartos, pássaros e pererecas.
A reprodução é ovípara. Põem entre quinze e dezoito ovos com o nascimento previsto para o início da estação chuvosa.

## Espécies
- Chironius bicarinatus (Wied, 1820)
- Chironius carinatus (Linnaeus, 1758)
- Chironius exoletus (Linnaeus, 1758)
- Chironius flavolineatus (Boettger, 1885)
- Chironius fuscus (Linnaeus, 1758)
- Chironius grandisquamis (Peters, 1869)
- Chironius laevicollis (Wied, 1824)
- Chironius laurenti (Dixon, Wiest & Cei, 1993)
- Chironius monticola (Roze, 1952)
- Chironius multiventris (Schmidt & Walker, 1943)
- Chironius quadricarinatus (Boie, 1827)
- Chironius scurrulus (Wagler, 1824)
- Chironius vincenti (Boulenger, 1891)